# コミックマルガリータ
『コミックマルガリータ』は、笠倉出版社がかつて発行していた漫画雑誌。

## 概要
創刊号は1983年8月に発売。以降、同年11月・1984年3月・同年6月・同年11月と第5号まで発売された。一部メディアでは、第6号が発売予定との情報が発表されており、実質的な休刊は1985年である。
各号の次号予告の記載や、読者コーナーでの編集者のコメントによれば、本来は隔月刊だったらしいが、実際に隔月ペースで出た事は一度もない。
徳間書店『プチアップルパイ』や久保書店『レモンピープル』、白夜書房『漫画ブリッコ』等に代表される、当時のマイナー系漫画雑誌の一つで、それらの雑誌と重複する執筆陣が多い。また、編集者が後に語ったところによれば、創刊に際して意識した雑誌は徳間書店『ザ・モーションコミック』との事で、創刊号では、同誌と同様のアニメーターの手による漫画が、漫画家の作品と混在している。
第2号からは新井素子の小説の漫画化作品が連載された。第2号に「影絵の街にて」、第3号には「ずれ」を掲載。第4号からは「大きい壁の中の外」を全3話の構想で連載されたが、本誌では第2話までしか掲載されず、1985年3月に笠倉出版社から発売された「comicセレクトvol.1」に全3話が一挙掲載された。なお、前述の第6号発売の情報によれば、同号には「宇宙魚顛末記」が掲載されるはずだった。
最終号である事を明示した号は発売されていない。本誌の編集者は後に、同じく笠倉出版社の『コミックロリポップ』を編集しており、本誌の連載のいくつかは同誌に引き継がれた。